# Sant’Ilario dello Ionio
Sant’Ilario dello Ionio község (comune) Calabria régiójában, Reggio Calabria megyében.

## Fekvése
A megye keleti részén fekszik, a Jón-tenger partján. Határai: Antonimina, Ardore, Ciminà és Portigliola.

## Története
Egyes történészek szerint a települést az ókorban alapították locri lakosok. Nemesi birtok volt. A 19. században nyerte el önállóságát, amikor a Nápolyi Királyságban felszámolták a feudalizmust.

## Népessége
A népesség számának alakulása:

## Főbb látnivalói
- Sant’Ilarione Abate-templom
- Sant’Antonio Abate-templom
- Sant’Anna-templom
- Sacro Cuore di Gesù-templom